# Totenschild
Ein Totenschild ist eine Totengedenktafel für einen männlichen Verstorbenen aus dem Adel oder dem ratsfähigen Bürgertum. In einer Kirche oder Kapelle aufgehängt, erinnert sie in heraldischen Formen durch Wappen und Inschrift an den Toten. Der Brauch hatte seine Blütezeit im 16. Jahrhundert und verlor sich allmählich in den folgenden zweihundert Jahren. Das Epitaph aus Holz oder Stein übernahm seine Funktion.

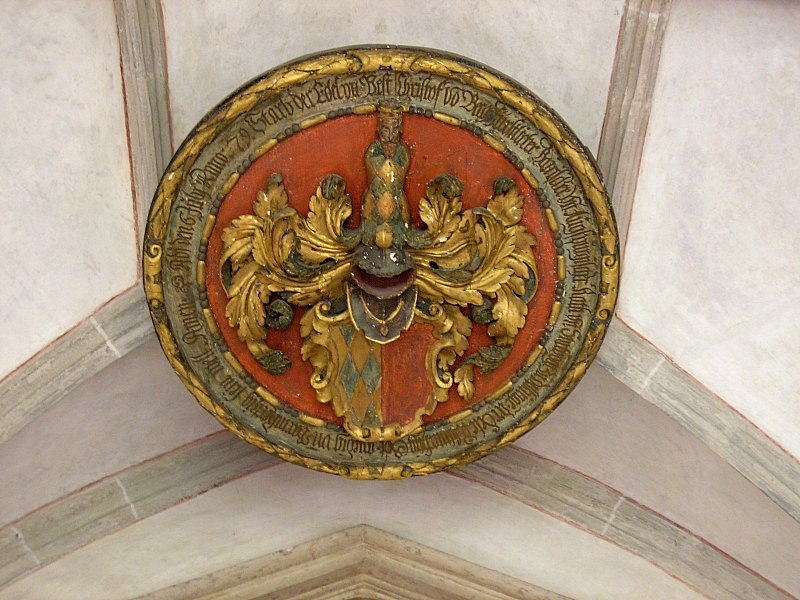
Totenschild des „Christof vo(n) Berg“ im Augsburger Domkreuzgang

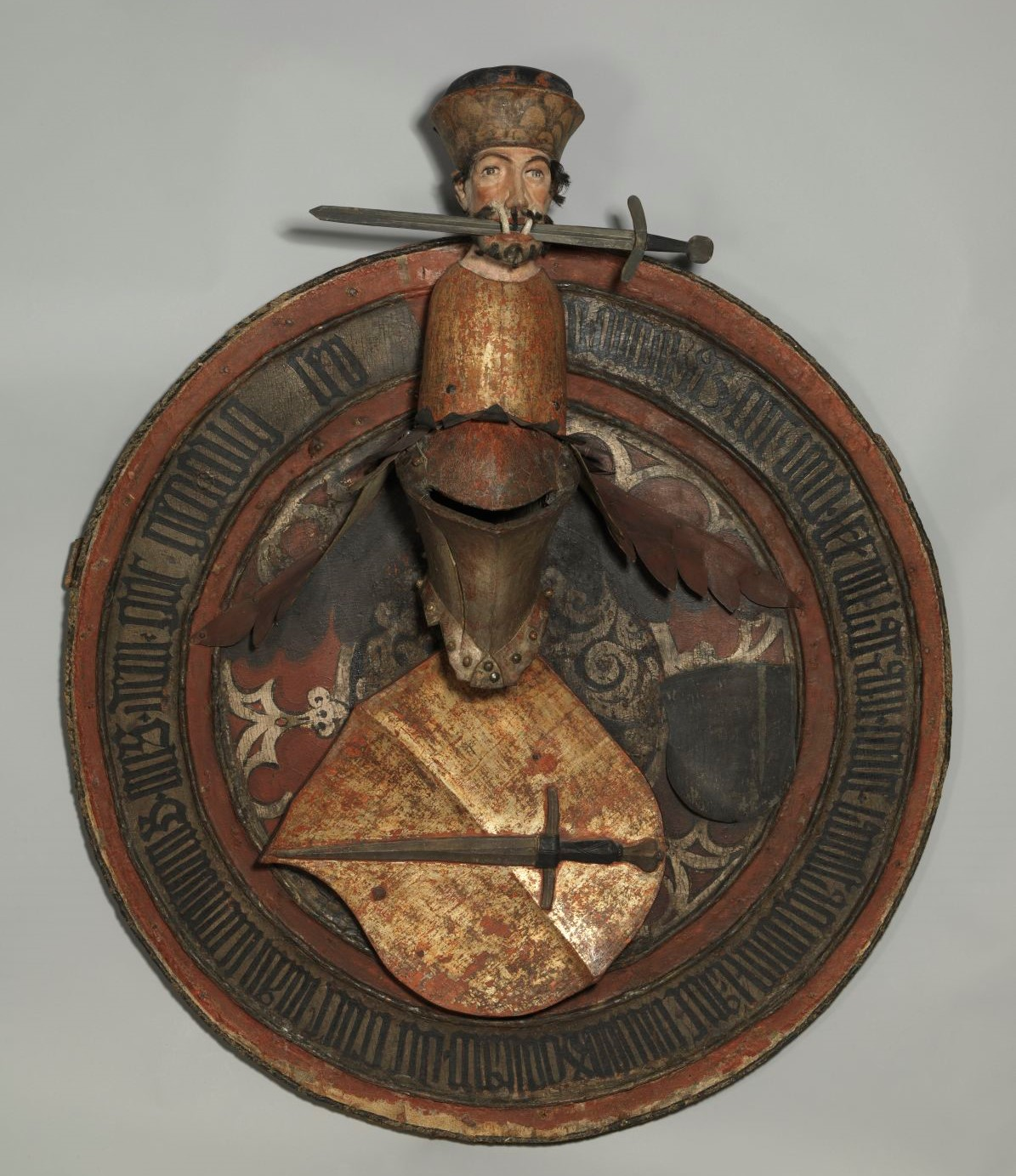
Totenschild des „Hieronymus Kress“ im Germanischen Nationalmuseum in Nürnberg

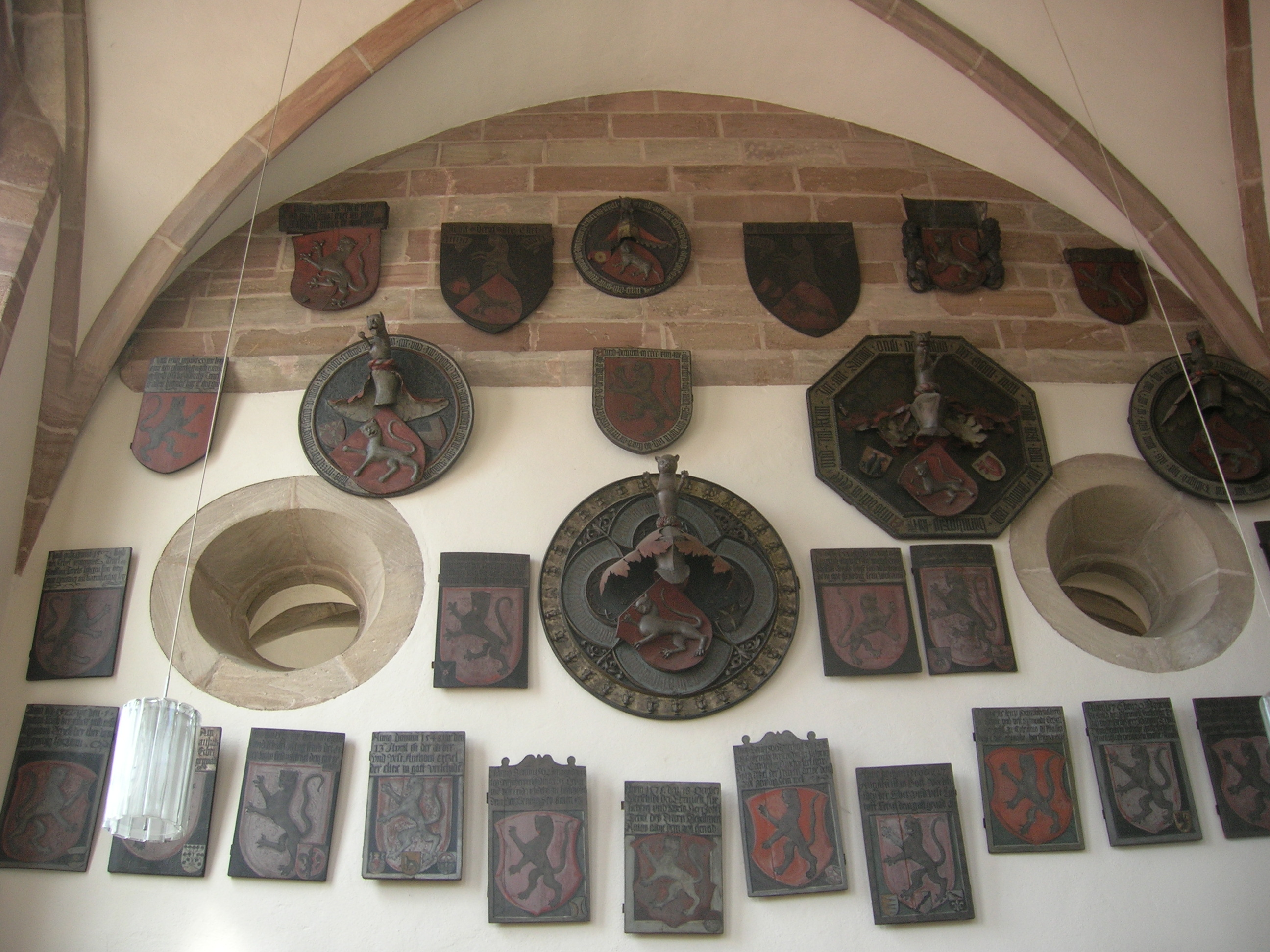
Totenschilde in der Tetzelkapelle der St. Egidien (Nürnberg)

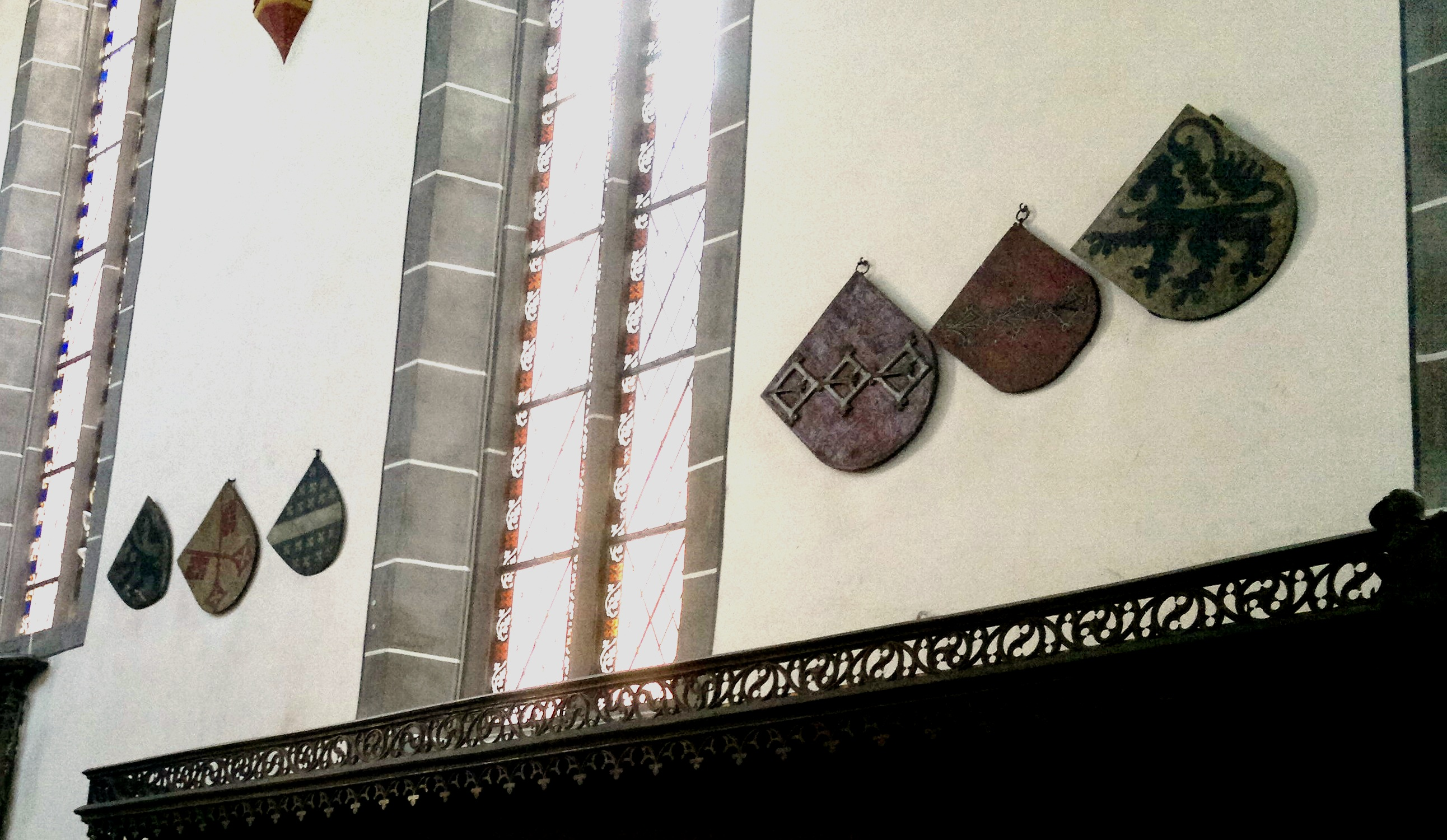
Totenschilde des 15. Jahrhunderts in der Karmeliterkirche in Boppard

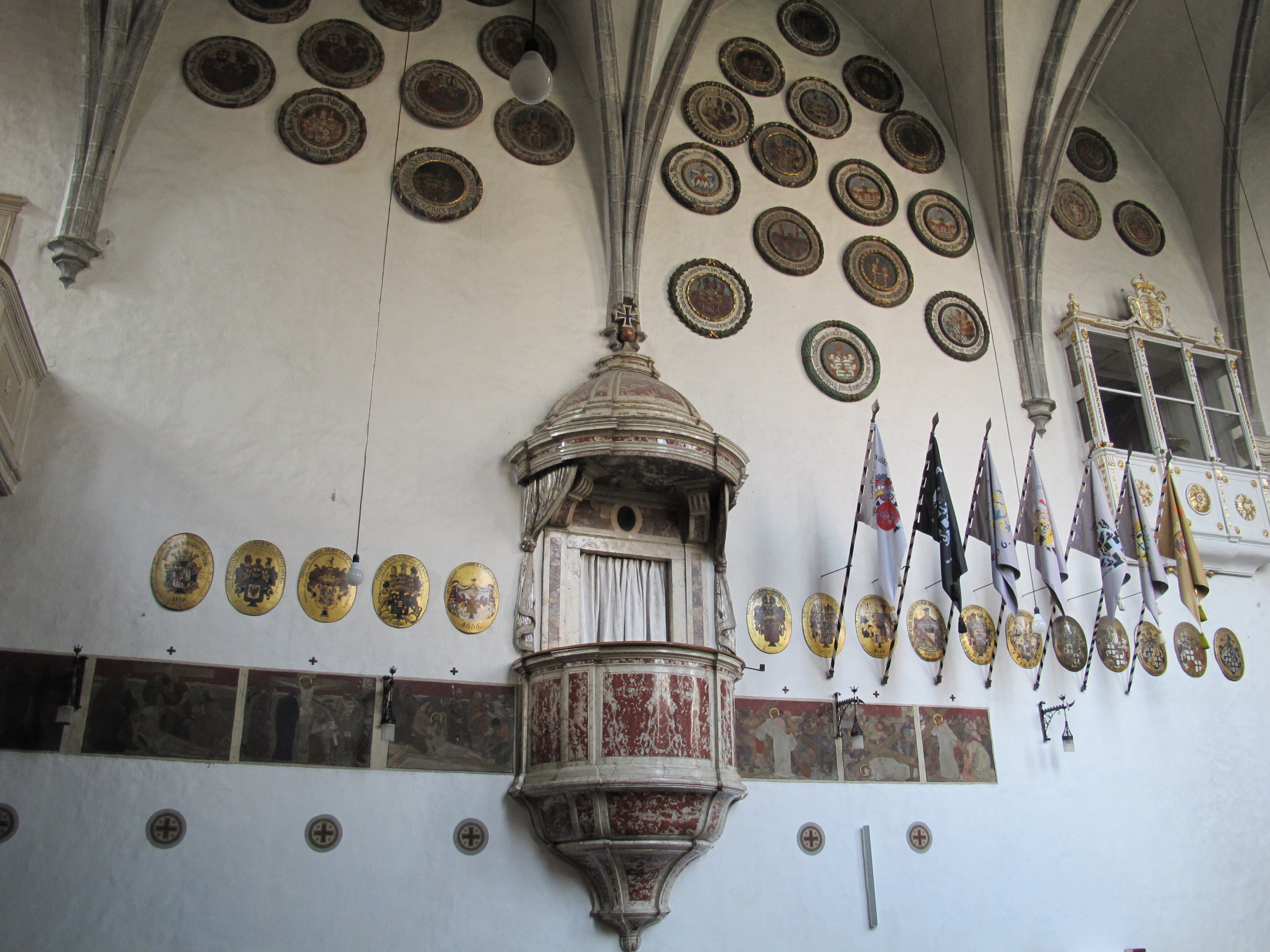
Toten- bzw. Aufschwörschilde der Deutschordens-Komture in der Deutschhauskirche in Bozen

## Ursprung und Entwicklung
Die seit dem 12. Jahrhundert nachweisbare Sitte, Schild und Helm (Funeralhelm oder auch Totenhelm genannt) eines verstorbenen Ritters zu seinem Gedenken über dem Grab in der heimatlichen Kirche oder Kapelle aufzuhängen, steht am Anfang der Entwicklung. Zunächst war es der wirkliche Gebrauchsschild des Ritters mit seinem aufgemalten Wappen. Hier ist besonders der Seedorfer Schild bekannt. Die wenigen heute vorhandenen Schilde des Mittelalters verdanken ihre Erhaltung meist dem Umstand, dass sie als Totenschilde über dem Rittergrab aufgehängt wurden. Später wurden in den Kirchen Wappennachbildungen aus Holz, die in gleicher Weise bemalt waren, aufgehängt. Das Wappen in der Mitte ließ Platz für eine umlaufende Inschrift. Damit hatte sich der Kampfschild des Ritters über seinem Grab zum Totenschild gewandelt. Bald wurden die Schilde immer kunstvoller mit Malereien verziert und mit Schnitzwerk versehen. Das Holz wurde nötigenfalls mit Pergament oder Leder bespannt und grundiert. Das einfache Wappen wurde zum Vollwappen mit Helm, Helmdecke und Helmzier, bald sogar plastisch gestaltet.
In der Spätgotik und in der Renaissance war der Totenschild eine flache Scheibe aus Holz, rund oder nur unten abgerundet, polygonal oder im 16. Jahrhundert auch rechteckig. Die um das Wappen laufende Inschrift ist in der Regel einzeilig. Hier stehen der Name des Verstorbenen, sein Todesdatum, Hinweise auf seine soziale Stellung und ein Segenswunsch. In der Barockzeit wurde der Totenschild immer prunkvoller. Nicht mehr das Wappen stand nun im Vordergrund, sondern die variationsreiche Gestaltung des Rahmens und der Schmuck des Schildes mit Bändern, Rollwerk und allegorischen Figuren. Die Inschrift befindet sich jetzt in einem rechteckigen oder ovalen Feld innerhalb der Komposition.
Wie die Bestattung in einem Gotteshaus oder in einem Kreuzgang war das Aufhängen eines Totenschildes ein Privileg, das ursprünglich dem Adel vorbehalten war, aber später auch den Bürgern aus dem Patriziat einer Stadt. Angehörige eines Ritterordens hatten ebenfalls ein Anrecht. Geistliche hingegen waren in der Regel ausgenommen. Das Wappen einer Frau erscheint gelegentlich auf dem Schild ihres Ehemanns als Beiwappen. Nicht jeder Berechtigte konnte sich einen Totenschild leisten, denn die Kosten für die ausführenden Künstler und eine Zuwendung an die Kirche waren erheblich.

## Beispiele
- Im Germanische Nationalmuseum in Nürnberg befindet sich eine Sammlung von über 140 Totenschilden.[3]
- Neben dem Universitätsmuseum für Kulturgeschichte im Landgrafenschloss in Marburg, das Schilde des 12. Jahrhunderts zeigt, befinden sich auch in der dortigen Elisabethkirche, als Grablege der hessischen Landgrafen, Beispiele aus späteren Jahrhunderten.
- Im Ulmer Münster sind über 100 Totenschilde des städtischen Patriziats erhalten.[4]

## Ausstellungen
- Gewappnet für die Ewigkeit. Nürnberger Totenschilde des Spätmittelalters, eine Ausstellung des Germanischen Nationalmuseums in Nürnberg im Anschluss an das Forschungsprojekt Jenseitsvorsorge und ständische Repräsentation. Interdisziplinäre Erschliessung der spätmittelalterlichen Totenschilde im Germanischen Nationalmuseum.